# (4051) Hatanaka
(4051) Hatanaka és un asteroide pertanyent al cinturó d'asteroides, descobert l'1 de novembre de 1978 per Koichiro Tomita des del lloc d'Observació de Calern, Caussols, França.
Provisionalment va ser designat com a 1978 VP. Va ser nomenat Hatanaka en honor de l'astrònom japonès Takeo Hatanaka.